# Potito Starace
Potito Starace (1981. július 14. –) olasz hivatásos teniszező. Legjobb eredményeit salakos borításon érte le eddig: két ATP döntőbe jutott be, és két páros tornát nyert meg. 

## ATP döntői

### Egyéni

#### Elvesztett döntői (2)
| Összesítés                                            | Összesítés |
| ----------------------------------------------------- | ---------- |
| Grand Slam-torna                                      | (0)        |
| ATP World Tour Masters 1000 / ATP Masters Series      | (0)        |
| ATP World Tour 500 Series / International Series Gold | (1)        |
| ATP World Tour 250 Series / International Series      | (1)        |
| ATP World Tour Finals / Tennis Masters Cup            | (0)        |

| No. | Dátum             | Helyszín                | Borítás | Ellenfél a döntőben | Eredmény a döntőben |
| 1.  | 2007. április 15. | Valencia, Spanyolország | Salak   | Nicolás Almagro     | 6–4, 2–6, 1–6       |
| 2.  | 2007. július 29.  | Kitzbühel, Ausztria     | Salak   | Juan Mónaco         | 7–5, 3–6, 4–6       |

### Páros

#### Győzelmei (3)
| No. | Dátum            | Helyszín            | Borítás         | Partner                  | Ellenfelei a döntőben         | Eredmény a döntőben |
| 1.  | 2007. március 4. | Acapulco, Mexikó    | Salak           | Martín Vassallo Argüello | Lukáš Dlouhý Pavel Vízner     | 6–0, 6–2            |
| 2.  | 2007. július 29. | Kitzbühel, Ausztria | Salak           | Luis Horna               | Tomas Behrend Christopher Kas | 7–6(4), 7–6(5)      |
| 3.  | 2008. október 6. | Moszkva             | szőnyeg(fedett) | Szerhij Sztahovszkij     | Stephen Huss Ross Hutchins    | 7–6(4), 2–6, [10–6] |

#### Elvesztett döntői (3)
| No. | Dátum             | Helyszín                          | Borítás | Partner          | Ellenfelei a döntőben        | Eredmény a döntőben |
| 1.  | 2006. március 5.  | Acapulco, Mexikó                  | Salak   | Filippo Volandri | František Čermák Leoš Friedl | 5-7 2-6             |
| 2.  | 2010. február 6.  | Movistar Open, Viña del Marban    | Salak   | Horacio Zeballos | Łukasz Kubot Oliver Marach   | 4-6 0-6             |
| 3.  | 2010. február 27. | Abierto Mexicano Telcel, Acapulco | Salak   | Fabio Fognini    | Łukasz Kubot Oliver Marach   | 6-0, 6-0            |